# Matar (stjärna)
Matar eller Eta Pegasi (η Pegasi, förkortat Eta Peg, η Peg) som är stjärnans Bayerbeteckning, är en dubbelstjärna belägen i den norra delen av stjärnbilden Pegasus. Den har en skenbar magnitud på 2,95 och är synlig för blotta ögat. Baserat på parallaxmätning inom Hipparcosuppdraget på ca 19,5 mas, beräknas den befinna sig på ett avstånd på ca 167 ljusår (ca 51 parsek) från solen.

## Nomenklatur
Eta Pegasi har det traditionella namnet Matar, som härrör från den arabiska storstaden Al Sa'd al Maṭar, vilket betyder en ”lycklig stjärna av regn”. År 2016 organiserade Internationella astronomiska unionen en arbetsgrupp för stjärnnamn (WGSN) med uppgift att katalogisera och standardisera riktiga namn för stjärnor. WGSN fastställde namnet Matar för denna stjärnan den 21 augusti 2016 och ingår nu i IAU:s Catalog of Star Names.

## Egenskaper
Primärstjärnan i Matar är en gul till vit ljusstark jättestjärna av spektralklass G2 II. Den har en massa som är ca 3,5 gånger större än solens massa, en radie som är ca 24 gånger större än solens och utsänder från dess fotosfär ca 330 gånger mera energi än solen vid en effektiv temperatur på ca 5 000 K.
Eta Pegasi är en dubbelstjärna med en omloppsperiod på 813 dygn och en excentricitet på 0,183. Följeslagaren är en stjärna i huvudserien av spektralklass F0 V. Det finns också längre bort två stjärnor av spektraltyp G, som kanske, men inte verifierat, är fysiskt relaterade till huvudparet.